# أسطورة بيت الأشباح
أسطورة بيت الأشباح هي الرواية رقم 67 من سلسلة ما وراء الطبيعة للكاتب أحمد خالد توفيق، والتي ظلّت تُصدرها المؤسسة العربية الحديثة، بدءًا من عقد التسعينيّات في القرن العشرين وحتّى مُنتصف العقد الثاني من القرن الحادي والعشرين ضمن مشروعها الذي عُرف باسم روايات مصرية للجيب. وتُعدُّ سلسلة روايات ما وراء الطبيعة هي أوّل سلسلة روايات عربية مُتخصّصة في أدب الرعب. نُشرت رواية أسطورة بيت الأشباح لأوّل مرة في 15 ديسمبر 2005.

## عن الرواية
تدور أحداث الرواية خلال سبعينيّات القرن العشرين في أحد بيوت حي المعادي بالقاهرة، ويخوض الدكتور رفعت اسماعيل في هذا العدد من سلسلة ما وراء الطبيعة مُغامرة مُرعبة تحبس الأنفاس داخل بيت مسكون بكيانات غامضة بعدما يظهر له شبح في المرآة ويحاول أن يوجّه له رسالة ما.
تستند أحداث هذه الرواية إلى أسطورة غربية قديمة تزعم أنّ الملكة ماري الأولى ملكة إنجلترا والتي اشتهرت أيضاً باسم «ماري الدموية» بعدما عانت من الإجهاض المتكرر لأطفالها أصيبت بالجنون بسبب فقدان لأطفالها، وبعدما ماتت صارت روحها تُطارد الأحياء ممسكة بسكين لقتلهم والانتقام منهم، وأصبح بإمكان المشعوذين استدعاء روحها بالنظر في مرآة في غرفة مظلمة وصعود الدرج عكسيا مع الإمساك بشمعة مشتعلة وترديد عبارة "يا ماري الدموية... أنا قتلت أطفالك" ثلاث مرات. تزعم بعض الأساطير أيضًا أن الوجه الذي يظهر في المرآة بعد ذلك للفتيات الصغيرات يكون وجه الزوج المستقبلي لهذه الفتاة، وإن ظهر الوجه في المرآة مشوها فقد يعني ذلك أن الفتاة ستموت من دون زواج.

## شخصيات الرواية
- د. رفعت إسماعيل: بطل السلسلة، وهو طبيب أمراض دمّ يخوض العديد من المُغامرات مع الظواهر الخارقة للطبيعة.
- "مُختار نجيب": مُحامِ يُجيد اقتناص الفرص.
- "رانيا": ابنة مُختار، وهي فتاة مُراهقة مُرهفة الحس تحاول أن تخوض بمُفردها مُغامرة غير مأمونة العواقب.
- "سليمان": شاب عبقريّ في علم الفيزياء ومُهتم بأبحاث القياس المادّي للظواهر الخارقة للطبيعة.
- "كامل البدراوي": عجوز أرستقراطي يعيش مع خادمه في منزل مسكون بكيانات غامضة.
- "سلامة الطاه"': خادم كامل البدراوي.
- 'هاني البدراوي": وريث كامل الوحيد.

## مُقتطفات من الرواية
«تمضي السنون وكلنا في دربها
ونغيب عنها والخطى لا تندثر
من قبلنا يمشي اللائي جاؤوا بنا
من بعدنا يفنى ملايين البشر
فاسمع صرير الريح تبكي حولنا
واسمع صدى الأشباح تعوي في سقر
تلك المروج الخضر ما كانت لنا
إلا كما الريحان يمتلك السحر»

## روابط خارجية
- سلسلة ما وراء الطبيعة.
- الموقع الرسمي للمؤسسة العربية الحديثة
- صفحة د.أحمد خالد توفيق على موقع دار ليلى للنشر.
- مقالات الكاتب بجريدة التحرير.
- مقالات الكاتب بمجلة إضاءات
- مقالات الكاتب بجريدة اليوم الجديد
- قصص مسلسلة للكاتب في موقع بص وطل
- مقالات للكاتب في مجلة الشباب المصرية
- صفحة أحمد خالد توفيق على موقع جود ريدز
- صفحة أحمد خالد توفيق على موقع أبجد